# Ceratagallia uhleri
Ceratagallia uhleri är en insektsart som beskrevs av Van Duzee 1894. Ceratagallia uhleri ingår i släktet Ceratagallia och familjen dvärgstritar. Inga underarter finns listade i Catalogue of Life.